# 120 ударів на хвилину
«120 ударів на хвилину» (фр. 120 battements par minute) — французький фільм-драма 2017 року, поставлений режисером Робеном Кампійо. Стрічка брала участь в основній конкурсній програмі 70-го Каннського міжнародного кінофестивалю (2017) у змаганні за Золоту пальмову гілку. Фільми отримав Гран-прі фестивалю, приз Queer Palm як найкращий фільм ЛГБТ-тематики а також Приз ФІПРЕССІ фільму, що брав участь в основному конкурсі. У 2018 році фільм був номінований у 13-ти категоріях на здобуття французької національної кінопремії «Сезар» та здобув шість нагород, зокрема як «Найкращий фільм» .

## Сюжет
Париж, початок 1990-х років. Хоча люди помирають від СНІДу вже більше десяти років, активісти групи «Act-Up Paris» все частіше проводять акції протесту проти загальної байдужості. Мітинги, візити до державних установ і фармацевтичних закладів — далеко не весь список їх дій. В організації з'являється новий член — Натан. Він відразу зацікавлюється рухом «Act-UP», і деякими учасниками. Зокрема одним з лідерів спільноти Шоном, який є геєм та ще й ВІЛ-інфікованим. Між хлопцями зав'язуються не просто ділові стосунки. Проте радикалізм Шона викликає занепокоєння не лише у Натана, але і в інших активістів…

## У ролях
| • Науель Перес Біскаярт | … | Шон Далмазо          |
| • Арно Валуа            | … | Натан                |
| • Адель Енель           | … | Софі                 |
| • Ів Гек                | … | професор французької |
| • Антуан Рейнартц       | … | Тібо                 |
| • Еммануель Менар       | … | провізор             |
| • Франсуа Рабетт        | … | Мішель Берні         |
| • Кароліна П'єтт        | … | представниця ARCAT   |
| • Коралі Руссьє         | … | Мюрієль              |
| • Алоїза Соваж          | … | Єва                  |

## Знімальна група
- Автори сценарію — Робен Кампійо, Філіпп Манжео
- Режисер-постановник — Робен Кампійо
- Продюсери — Г'ю Шарбонно, Марі-Анж Люсьяні
- Оператор — Жанна Лапуарі
- Композитор — Арно Реботіні
- Художник-постановник — Еммануель Дюпле
- Художник з костюмів — Ізабель Паннетьє
- Художник-декоратор — Елен Рей
- Підбір акторів — Лейла Фурньє, Сара Тепер
- Звук — Жульєн Сікар, Валері де Льоф, Жан-П'єр Лафорс

## Критика
Фільм 120 ударів в хвилину отримав позитивні відгуки від кінокритиків. Його рейтинг схвалення на сайті Rotten Tomatoes становить 96 % на основі 24 оглядів із середньозваженим співвідношенням 7,6/10.

## Нагороди та номінації
| Список нагород та номінацій               | Список нагород та номінацій | Список нагород та номінацій         | Список нагород та номінацій                     | Список нагород та номінацій | Список нагород та номінацій |
| Кінопремія                                | Дата церемонії              | Категорія                           | Номінант(и)                                     | Результат                   | Дж                          |
| ----------------------------------------- | --------------------------- | ----------------------------------- | ----------------------------------------------- | --------------------------- | --------------------------- |
| Каннський міжнародний кінофестиваль       | 28.05.2017                  | Золота пальмова гілка               | 120 ударів на хвилину                           | Номінація                   | [ 1 ]                       |
| Каннський міжнародний кінофестиваль       | 28.05.2017                  | Гран-прі                            | 120 ударів на хвилину                           | Перемога                    | [ 3 ]                       |
| Каннський міжнародний кінофестиваль       | 28.05.2017                  | Приз ФІПРЕССІ                       | 120 ударів на хвилину                           | Перемога                    | [ 6 ]                       |
| Каннський міжнародний кінофестиваль       | 28.05.2017                  | Queer Palm                          | 120 ударів на хвилину                           | Перемога                    | [ 5 ]                       |
| Каннський міжнародний кінофестиваль       | 28.05.2017                  | Приз Франсуа Шале                   | 120 ударів на хвилину                           | Перемога                    | [ 12 ]                      |
| Кінофестиваль у Кабурі                    | 2017                        | Приз глядацьких симпатій            | 120 ударів на хвилину                           | Перемога                    | [ 13 ]                      |
| Премія Європейської кіноакадемії          | 9.12.2017                   | Найкращий європейський фільм        | 120 ударів на хвилину                           | Номінація                   | [ 14 ] [ 15 ]               |
| Премія Європейської кіноакадемії          | 9.12.2017                   | Найкращий актор                     | Науель Перес Біскаярт                           | Номінація                   | [ 14 ] [ 15 ]               |
| Премія Європейської кіноакадемії          | 9.12.2017                   | Найкращий монтажер                  | Робен Кампійо                                   | Перемога                    | [ 16 ]                      |
| Приз Луї Деллюка                          | 2017                        | Найкращий фільм                     | 120 ударів на хвилину                           | Номінація                   |                             |
| Премія Європейського парламенту LUX Prize | 2017                        |                                     | 120 ударів на хвилину                           | Номінація                   |                             |
| Синдикат французьких кінокритиків         | 2018                        | Приз за найкращий французький фільм | 120 ударів на хвилину                           | Перемога                    | [ 17 ]                      |
| Премія «Люм'єр»                           | 5.02.2018                   | Найкращий фільм                     | 120 ударів на хвилину                           | Перемога                    | [ 18 ]                      |
| Премія «Люм'єр»                           | 5.02.2018                   | Найкращий режисер                   | Робен Кампійо                                   | Перемога                    | [ 18 ]                      |
| Премія «Люм'єр»                           | 5.02.2018                   | Найкращий актор                     | Науель Перес Біскаярт                           | Перемога                    | [ 18 ]                      |
| Премія «Люм'єр»                           | 5.02.2018                   | Багатонадійний актор                | Арно Валуа                                      | Перемога                    | [ 18 ]                      |
| Премія «Люм'єр»                           | 5.02.2018                   | Найкращий сценарій                  | Робен Кампійо та Філіпп Манжео                  | Перемога                    | [ 18 ]                      |
| Премія «Люм'єр»                           | 5.02.2018                   | Найкраща музика до фільму           | Арно Реботіні                                   | Перемога                    | [ 18 ]                      |
| Премія «Кришталевий глобус»               | 12.02.2018                  | Найкращий фільм                     | 120 ударів на хвилину                           | Перемога                    | [ 19 ]                      |
| Премія «Сезар»                            | 2.03.2018                   | Найкращий фільм                     | 120 ударів на хвилину                           | Перемога                    | [ 7 ] [ 8 ]                 |
| Премія «Сезар»                            | 2.03.2018                   | Найкраща режисерська робота         | Робен Кампійо                                   | Номінація                   | [ 7 ] [ 8 ]                 |
| Премія «Сезар»                            | 2.03.2018                   | Найкращий актор другого плану       | Антуан Рейнартц                                 | Перемога                    | [ 7 ] [ 8 ]                 |
| Премія «Сезар»                            | 2.03.2018                   | Найкраща акторка другого плану      | Адель Енель                                     | Номінація                   | [ 7 ] [ 8 ]                 |
| Премія «Сезар»                            | 2.03.2018                   | Найперспективніший актор            | Науель Перес Біскаярт                           | Перемога                    | [ 7 ] [ 8 ]                 |
| Премія «Сезар»                            | 2.03.2018                   | Найперспективніший актор            | Арно Валуа                                      | Номінація                   | [ 7 ] [ 8 ]                 |
| Премія «Сезар»                            | 2.03.2018                   | Найкращий сценарій                  | Робен Кампійо                                   | Перемога                    | [ 7 ] [ 8 ]                 |
| Премія «Сезар»                            | 2.03.2018                   | Найкраща музика до фільму           | Арно Реботіні                                   | Перемога                    | [ 7 ] [ 8 ]                 |
| Премія «Сезар»                            | 2.03.2018                   | Найкращий монтаж                    | Робен Кампійо                                   | Номінація                   | [ 7 ] [ 8 ]                 |
| Премія «Сезар»                            | 2.03.2018                   | Найкраща операторська робота        | Жанна Лапуарі                                   | Перемога                    | [ 7 ] [ 8 ]                 |
| Премія «Сезар»                            | 2.03.2018                   | Найкращі декорації                  | Еммануель Дюпле                                 | Номінація                   | [ 7 ] [ 8 ]                 |
| Премія «Сезар»                            | 2.03.2018                   | Найкращий дизайн костюмів           | Ізабель Паннетьє                                | Номінація                   | [ 7 ] [ 8 ]                 |
| Премія «Сезар»                            | 2.03.2018                   | Найкращий звук                      | Жульєн Сікар, Валері де Льоф та Жан-П'єр Лафорс | Номінація                   | [ 7 ] [ 8 ]                 |
| Премія «Давид ді Донателло»               | 21.03.2018                  | Найкращий європейський фільм        | 120 ударів на хвилину                           | Номінація                   | [ 20 ]                      |